# 8679 Tingstäde
A 8679 Tingstade (ideiglenes jelöléssel 1992 EG8) a Naprendszer kisbolygóövében található aszteroida. Az UESAC program keretében fedezték fel 1992. március 2-án.